# André Derrien
André Derrien (Quimper, 31 luglio 1895 – Fouesnant, 4 aprile 1994) è stato un velista francese.

## Palmarès

### Olimpiadi
- 1 medaglia:
  - 1 oro (Amsterdam 1928 nella classe 8 metri)